# C (lớp tàu tuần dương)
Lớp tàu tuần dương C là một nhóm bao gồm hai mươi tám tàu tuần dương hạng nhẹ của Hải quân Hoàng gia Anh Quốc, được chế tạo trong giai đoạn Chiến tranh thế giới thứ nhất lần lượt theo một chuỗi bảy lớp được biết đến như là các lớp phụ Caroline (sáu chiếc), Calliope (hai chiếc), Cambrian (bốn chiếc), Centaur (hai chiếc), Caledon (bốn chiếc), Ceres (năm chiếc) và Carlisle (năm chiếc). Chúng được chế tạo cho những điều kiện thời tiết khắc nghiệt của Bắc Hải, và tỏ ra là những tàu chiến chắc chắn, có khả năng, mặc dù khá nhỏ và chật chội. Một số được giữ lại và nâng cấp đã tiếp tục phục vụ trong Chiến tranh thế giới thứ hai.

## Lớp phụCaroline
Tất cả những chiếc trong lớp Caroline đều được đặt hàng vào tháng 7 và tháng 8 năm 1913 như là sáu chiếc đầu tiên trong số tám chiếc "tàu tuần dương bọc thép nhẹ" trong Chương trình Chế tạo 1913. Chúng được hạ thủy từ năm 1914 đến năm 1915 và đều được đưa ra hoạt động vào năm 1915. Chúng được trang bị hai khẩu hải pháo BL 152 mm (6 inch) Mark XII nòng đơn phía sau, tám khẩu hải pháo QF 102 mm (4 inch) Mark V và hai khẩu QF 6 pounder Hotchkiss. Hỏa lực phòng không bao gồm bốn khẩu 3 pounder. Các khẩu pháo 152 mm (6 inch) phía đuôi được bố trí bắn thượng tầng, và chúng có ba ống khói. Trong Chiến tranh thế giới thứ nhất, những chiếc trong lớp trải qua một số cải biến, bao gồm việc tháo dỡ các khẩu pháo 102 mm (4 inch) trên Caroline, Carysfort và Comus thay thế bằng hai khẩu pháo 152 mm (6 inch) bổ sung, trong khi Cleopatra, Conquest và Cordelia giữ lại một hoặc hai khẩu 102 mm (4 inch), và hai khẩu 2 pounder được bổ sung trên một số chiếc.

### Những chiếc trong lớp
| Tàu           | Đặt lườn            | Hạ thủy              | Hoạt động         | Số phận |
| HMS Caroline  | 28 tháng 1 năm 1914 | 29 tháng 9 năm 1914  | tháng 12 năm 1914 | Trở thành một tàu thực tập cho Tình nguyện Dự bị Hải quân Hoàng gia vào tháng 4 năm 1924, hiện ở tại Alexandra, Belfast. |
| HMS Carysfort | 25 tháng 2 năm 1914 | 14 tháng 11 năm 1914 | tháng 6 năm 1915  | Bị bán để tháo dỡ tháng 8 năm 1931.                                                                                      |
| HMS Cleopatra | 26 tháng 2 năm 1914 | 14 tháng 1 năm 1915  | tháng 6 năm 1915  | Bị bán để tháo dỡ tháng 6 năm 1931.                                                                                      |
| HMS Comus     | 3 tháng 11 năm 1913 | 16 tháng 12 năm 1914 | tháng 1 năm 1915  | Bị bán để tháo dỡ 28 tháng 7 năm 1934.                                                                                   |
| HMS Conquest  | 3 tháng 3 năm 1914  | 20 tháng 1 năm 1915  | tháng 6 năm 1915  | Bị bán để tháo dỡ 29 tháng 8 năm 1930.                                                                                   |
| HMS Cordelia  | 21 tháng 7 năm 1913 | 23 tháng 2 năm 1914  | tháng 1 năm 1913  | Bị bán để tháo dỡ 31 tháng 7 năm 1923.                                                                                   |

## Lớp phụCalliope
Hai chiếc thuộc lớp phụ Calliope: HMS Calliope và HMS Champion, là cặp cuối cùng trong số tám chiếc "tàu tuần dương bọc thép nhẹ" được đặt hàng vào tháng 7 và tháng 8 năm 1914 trong Chương trình Chế tạo 1913. Chúng được trang bị động cơ turbine hộp số, là những tàu tuần dương đầu tiên của Hải quân Hoàng gia được trang bị loại động cơ này. Chúng cũng có đai giáp được tăng cường, và Champion chỉ có hai chân vịt. Chúng được đưa vào hoạt động từ giữa đến cuối năm 1915 như phiên bản cải tiến dựa trên lớp phụ Caroline với tốc độ nhanh hơn và cách bố trí nồi hơi hiệu quả hơn, cũng như giảm bớt số ống khói còn hai chiếc. Hai chiếc trong lớp có hệ thống động lực khác nhau nhằm mục đích so sánh. Calliope và Champion trải qua các cải biến về vũ khí tương tự như đối với lớp Caroline; chúng cũng có các ống phóng ngư lôi ngầm dưới nước bổ sung cho những vũ khí trên sàn tàu của lớp Caroline, và được tăng cường thêm trên sàn tàu hai ống phóng ngư lôi nòng đôi trong chiến tranh, nhưng sau đó được tháo bỏ để giảm bớt trọng lượng bên trên.

### Những chiếc trong lớp
| Tàu          | Đặt lườn           | Hạ thủy              | Hoạt động         | Số phận                                |
| HMS Calliope | 1 tháng 1 năm 1914 | 17 tháng 12 năm 1914 | tháng 6 năm 1915  | Bị bán để tháo dỡ 28 tháng 8 năm 1931  |
| HMS Champion | 9 tháng 3 năm 1914 | 29 tháng 5 năm 1915  | tháng 12 năm 1915 | Bị bán để tháo dỡ 28 tháng 7 năm 1934. |

## Lớp phụCambrian
Lớp Cambrian được đặt hàng vào tháng 9 năm 1914 trong Chương trình Chế tạo 1914-1915, và được đưa ra hoạt động trong những năm 1915 và 1916. Chúng chỉ có hai ống khói thay vì ba như trên lớp Caroline, tiếp nối sự phát triển của lớp Calliope. Lớp Cambrian có sự sắp xếp vũ khí tương tự như những lớp trước đó; với dàn pháo chính bao gồm bốn khẩu 152 mm (6 inch) trên những tháp pháo đơn; và dàn pháo hạng hai gồm tám khẩu 102 mm (4 inch) mà sau đó được tháo bỏ, khi Canterbury và Champion giữ lại một khẩu 102 mm (4 inch). Những chiếc còn lại có hai hoặc ba khẩu 76 mm (3 inch).

### Những chiếc trong lớp
| Tàu            | Đặt lườn             | Hạ thủy              | Hoạt động         | Số phận                               |
| HMS Cambrian   | 8 tháng 12 năm 1914  | 3 tháng 3 năm 1916   | tháng 5 năm 1916  | Bị bán để tháo dỡ 28 tháng 7 năm 1934 |
| HMS Canterbury | 14 tháng 10 năm 1914 | 21 tháng 12 năm 1915 | tháng 5 năm 1916  | Bị bán để tháo dỡ 28 tháng 7 năm 1934 |
| HMS Castor     | 28 tháng 10 năm 1914 | 28 tháng 7 năm 1915  | tháng 11 năm 1915 | Bị bán để tháo dỡ 30 tháng 7 năm 1936 |
| HMS Constance  | 25 tháng 1 năm 1915  | 12 tháng 9 năm 1915  | tháng 1 năm 1916  | Bị bán để tháo dỡ 8 tháng 6 năm 1936. |

## Lớp phụCentaur
Lớp Centaur được đặt hàng vào tháng 12 năm 1914, và việc chế tạo chúng đã sử dụng những vật liệu vốn dự tính dành cho hai chiếc tàu tuần dương tuần tiễu chế tạo cho Thổ Nhĩ Kỳ. Chúng được hạ thủy và đưa vào hoạt động trong năm 1916. Lớp tàu này có động cơ turbine hộp số và bốn trục chân vịt; và giữ lại kiểu dáng hai ống khói được áp dụng cho lớp C từ những chiếc Cambrian. Dàn pháo chính của chúng bao gồm năm khẩu pháo 152 mm (6 inch) trên những tháp pháo nòng đơn, trong khi các khẩu pháo 102 mm (4 inch) hầu hết được thay thế bằng cỡ nòng nhỏ hơn tương tự như những lớp trước đó.

### Những chiếc trong lớp
| Tàu         | Đặt lườn            | Hạ thủy            | Hoạt động         | Số phận                            |
| HMS Centaur | 24 tháng 1 năm 1915 | 6 tháng 1 năm 1916 | tháng 8 năm 1916  | Bị bán để tháo dỡ tháng 2 năm 1934 |
| HMS Concord | 1 tháng 2 năm 1915  | 1 tháng 4 năm 1916 | tháng 12 năm 1916 | Bị bán để tháo dỡ tháng 8 năm 1935 |

## Lớp phụCaledon

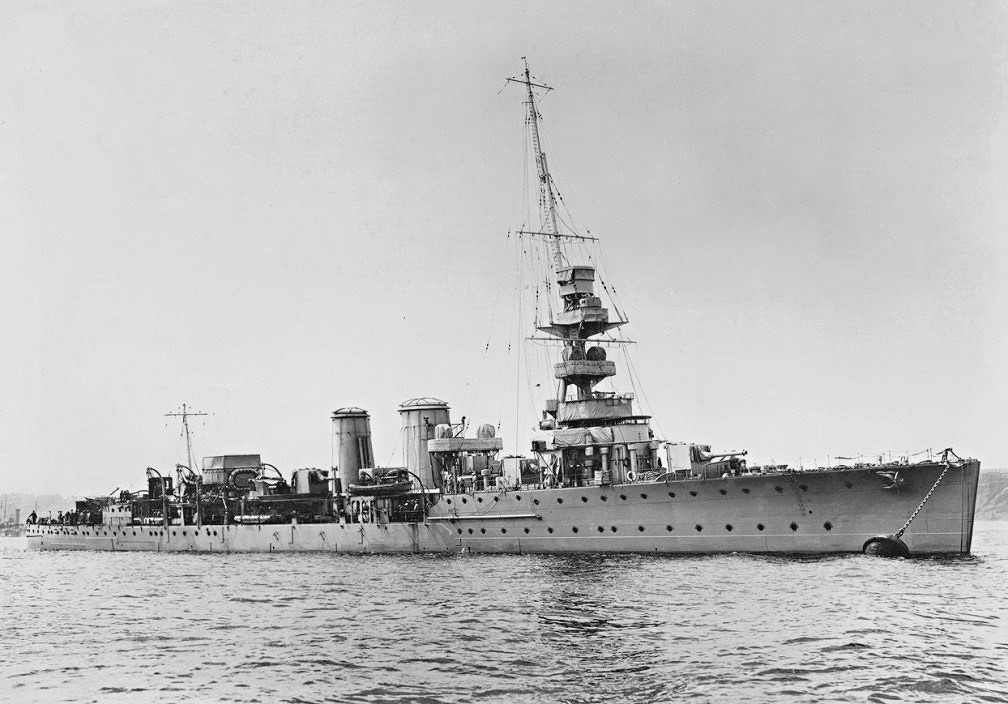
HMS Calypso

Tất cả những chiếc trong lớp Caledon đều được đặt hàng vào tháng 12 năm 1915 và đưa ra hoạt động vào năm 1917. Chúng giữ lại kiểu dáng hai ống khói của hai lớp phụ trước đó; nhưng hệ thống động lực có khác biệt đôi chút, cũng như là cấu trúc thượng tầng. Dàn hỏa lực chính bao gồm năm khẩu BL 152 mm (6 inch) Mark XII, và dàn pháo hạng hai gồm hai khẩu QF 76 mm (3 inch) và hỏa lực phòng không gồm bốn khẩu 3 pounder. Những chiếc còn lại trong lớp đã tham gia Chiến tranh thế giới thứ hai, và đã trải qua một số cải biến. Năm khẩu pháo phòng không Oerlikon 20 mm được bổ sung cho mọi chiếc trong lớp, riêng Caledon trải qua một đợt tái cấu trúc rộng rãi biến nó thành một tàu tuần dương phòng không. Nó được trang bị 12 khẩu pháo 102 mm (4 inch) rất hiệu quả, hai pháo phòng không Bofors 40 mm và tám khẩu Oerlikons 20 mm.

### Những chiếc trong lớp
| Tàu           | Đặt lườn            | Hạ thủy              | Hoạt động        | Số phận                                                                             |
| HMS Caledon   | 17 tháng 3 năm 1916 | 25 tháng 11 năm 1916 | tháng 3 năm 1917 | Trở thành tàu phòng không tháng 12 năm 1943. Bị bán để tháo dỡ 22 tháng 1 năm 1948. |
| HMS Calypso   | 7 tháng 2 năm 1916  | 24 tháng 1 năm 1917  | tháng 6 năm 1917 | Bị tàu ngầm Ý Bagnolini đánh chìm phía Nam Crete 12 tháng 6 năm 1940.               |
| HMS Cassandra | tháng 3 năm 1916    | 25 tháng 11 năm 1916 | tháng 6 năm 1917 | Bị chìm do trúng mìn tại Baltic 5 tháng 12 năm 1918.                                |
| HMS Caradoc   | 21 tháng 2 năm 1916 | 23 tháng 12 năm 1916 | tháng 6 năm 1917 | Trở thành một tàu căn cứ tháng 4 năm 1944. Bị bán để tháo dỡ tháng 5 năm 1946.      |

## Lớp phụCeres

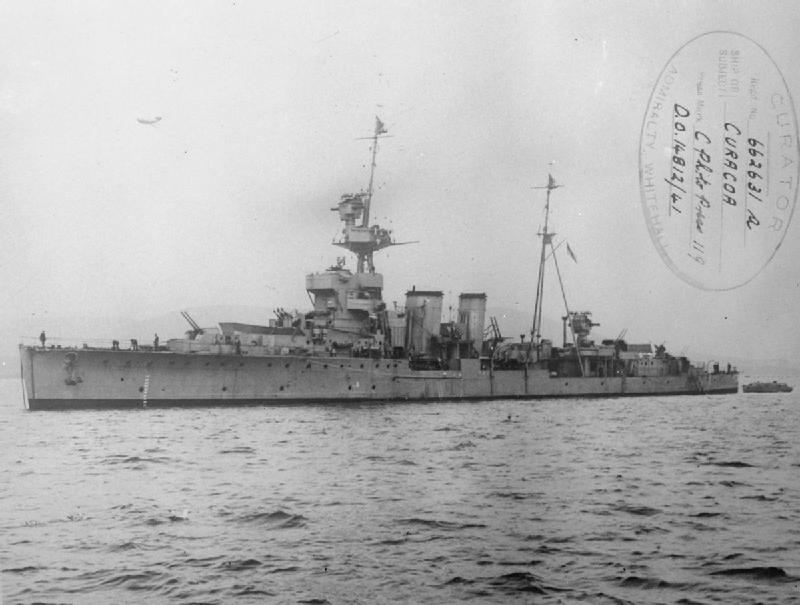
Tàu tuần dương HMS Curacoa

Lớp Ceres được đặt hàng từ tháng 3 đến tháng 4 năm 1916 và được đưa ra hoạt động trong những năm 1917-1918. Chúng tỏ ra khá "ướt" trước mũi tàu, vốn được sửa chữa trên lớp Carlisle tiếp theo bằng cách bổ sung một "mũi tàu đánh cá". Dàn pháo chính bao gồm năm khẩu 152 mm (6 inch), trong khi dàn pháo hạng hai bao gồm hai khẩu 76 mm (3 inch) mà sau đó bản thân Ceres được bổ sung thêm một khẩu. Chúng cũng được trang bị bốn khẩu 3 pounder.
Ba chiếc Coventry, Curacoa và Curlew đã trải qua đợt tái trang bị rộng rãi trong những năm 1930, trở thành các tàu tuần dương phòng không, trong đó tất cả các vũ khí trang bị trước đó đều tháo dỡ, và Curacoa là chiếc cuối cùng trong số ba chiếc được tái cấu trúc cuối cùng vào năm 1939; trong khi hai chiếc kia được cải biến vào năm 1935. Coventry và Curlew được trang bị mười khẩu 102 mm (4 inch) (sau đó hai khẩu được tháo dỡ trên chiếc Coventry), và mười sáu khẩu 76 mm (3 inch) cho vai trò hỏa lực phòng không. Curacoa có số lượng pháo khác biệt đôi chút, với tám khẩu 102 mm (4 inch) và bốn khẩu 76 mm (3 inch), và sau đó trong Thế Chiến II được bổ sung bốn khẩu Oerlikon 20 mm. Cardiff và Ceres cũng được dự định cải biến theo cấu hình tương tự, nhưng bị ngăn trở do sự kiện chiến tranh nổ ra.

### Những chiếc trong lớp
| Tàu          | Đặt lườn            | Hạ thủy             | Hoạt động         | Số phận                                                                                                 |
| HMS Cardiff  | 22 tháng 7 năm 1916 | 12 tháng 4 năm 1917 | tháng 6 năm 1917  | Bị bán để tháo dỡ 23 tháng 1 năm 1946                                                                   |
| HMS Ceres    | 11 tháng 7 năm 1916 | 24 tháng 3 năm 1917 | tháng 6 năm 1917  | Bị bán để tháo dỡ 5 tháng 4 năm 1946                                                                    |
| HMS Coventry | 4 tháng 8 năm 1916  | 6 tháng 7 năm 1917  | tháng 2 năm 1918  | Trở thành tàu phòng không 1937; bị không kích đánh chìm ngoài khơi Tobruk 14 tháng 9 năm 1942           |
| HMS Curacoa  | tháng 7 năm 1916    | 5 tháng 5 năm 1917  | tháng 2 năm 1918  | Trở thành tàu phòng không 1939; Chìm do va chạm với RMS Queen Mary phía Bắc Ireland 2 tháng 10 năm 1942 |
| HMS Curlew   | 21 tháng 8 năm 1916 | 5 tháng 7 năm 1917  | tháng 12 năm 1917 | Trở thành tàu phòng không 1938; bị không kích đánh chìm tại vũng biển Ofot, Na Uy, 26 tháng 5 năm 1940  |

## Lớp phụCarlisle

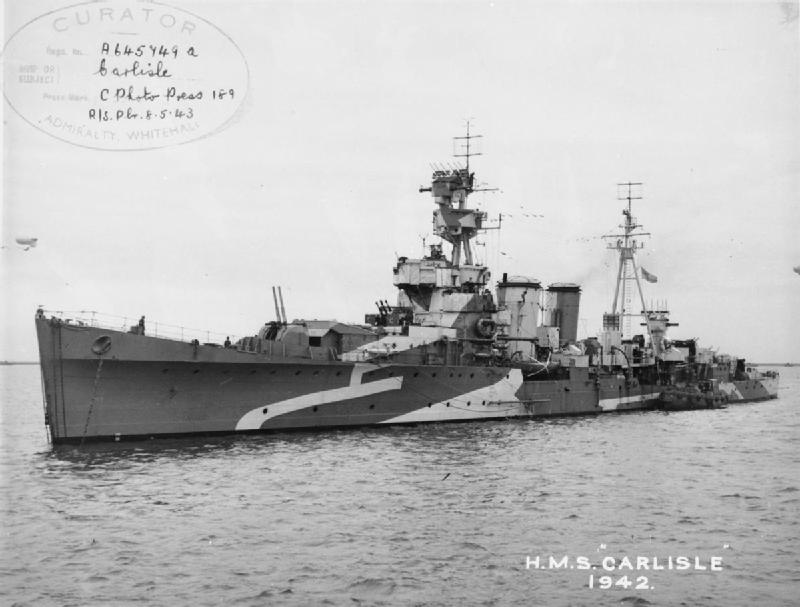
Tàu tuần dương HMS Carlisle

Lớp Carlisle được đặt hàng vào tháng 6 và tháng 7 năm 1917 trong Chương trình Chế tạo Chiến tranh Khẩn cấp, và được đưa vào hoạt động từ năm 1918 đến năm 1922. Chúng khác biệt so với các lớp phụ trước đó, khi được bổ sung một "mũi tàu đánh cá" nâng mũi tàu lên cao hơn, cũng như không có các tháp chỉ huy. Chúng được trang bị vũ khí bao gồm năm khẩu 152 mm (6 inch) trên những tháp pháo nòng đơn, trong khi dàn pháo hạng hai bao gồm hai khẩu 76 mm (3 inch), bốn khẩu 3 pounder và hai khẩu 2 pounder.
Mọi chiếc trong lớp, ngoại trừ Colombo và Capetown, được cải biến thành những tàu tuần dương phòng không vào năm 1939, mặc dù Capetown cũng được trang bị sáu khẩu 20 mm và radar. Dàn pháo chính của chúng bao gồm tám khẩu 102 mm (4 inch) trên bốn tháp pháo nòng đôi và một số lượng thay đổi pháo phòng không Oerlikon 20 mm được bổ sung sau đó. Colombo cuối cùng cũng được cải biến thành một tàu tuần dương phòng không vào năm 1942, khi vũ khí trang bị của nó bao gồm tám khẩu 102 mm (4 inch) và sáu khẩu Oerlikon 20 mm.

### Những chiếc trong lớp
| Tàu                     | Đặt lườn             | Hạ thủy              | Hoạt động           | Số phận                                                                                                |
| HMS Cairo               | 28 tháng 11 năm 1917 | 19 tháng 11 năm 1918 | 23 tháng 9 năm 1919 | Trở thành tàu phòng không 1939; bị tàu ngầm Ý Axum đánh chìm tại Địa Trung Hải 12 tháng 8 năm 1942.    |
| HMS Calcutta            | 18 tháng 10 năm 1917 | 9 tháng 7 năm 1918   | tháng 8 năm 1919    | Trở thành tàu phòng không 1939; bị không kích đánh chìm khi triệt thoái khỏi Crete 1 tháng 6 năm 1941. |
| HMS Capetown            | 23 tháng 2 năm 1918  | 28 tháng 6 năm 1919  | tháng 4 năm 1922    | Bị bán để tháo dỡ 5 tháng 4 năm 1946.                                                                  |
| HMS Carlisle (Cawnpore) | 2 tháng 10 năm 1917  | 9 tháng 7 năm 1918   | tháng 11 năm 1918   | Trở thành tàu phòng không 1939; tàu căn cứ 1944; bị bán để tháo dỡ tại Alexandria 1948.                |
| HMS Colombo             | 8 tháng 12 năm 1917  | 18 tháng 12 năm 1918 | tháng 7 năm 1919    | Trở thành tàu phòng không 1943; bị bán để tháo dỡ 22 tháng 1 năm 1948.                                 |

## Phục vụ trong Chiến tranh Thế giới thứ nhất
Vào tháng 3 năm 1916, Cleopatra đâm trúng và đánh chìm được chiếc tàu khu trục Đức G.194 trong khi Cleopatra hỗ trợ một cuộc bắn phá tại Tondern. Những chiếc trong lớp C đã tham gia rộng rãi vào năm đó trong trận Jutland. Vào năm 1917, Centaur trúng phải mìn khiến thổi tung mũi và đuôi tàu; và mặc dù bị hư hại nặng, Centaur vẫn sống sót và được sửa chữa. Cũng trong năm này, những chiếc trong lớp đã tham gia các hoạt động trong trận Heligoland Bight thứ hai.

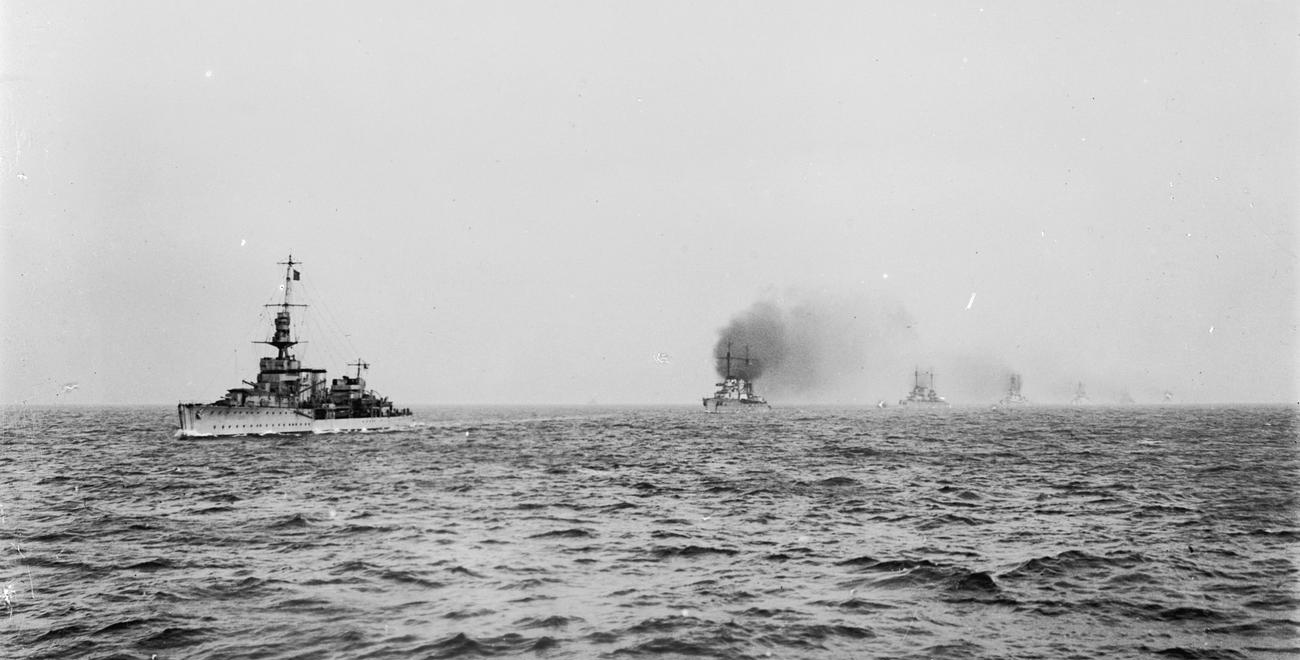
Tàu tuần dương HMS Cardiff dẫn đầu các tàu chiến-tuần dương Đức tiến vào Rosyth vào cuối Thế Chiến I

Vào năm 1918, Cardiff có vinh dự hướng dẫn Hạm đội Biển Khơi Đức đã bị chiến bại đi đến River Forth, nơi các tàu chiến Đức được chiếm giữ trước khi chuyển đến các cảng khác. Không có chiếc nào thuộc lớp C bị mất trong Chiến tranh thế giới thứ nhất; tuy nhiên, vào tháng 12 năm 1918, Cassandra trúng phải mìn và bị chìm sau đó.
Sau chiến tranh, những chiếc trong lớp C đảm trách nhiều vai trò khác nhau, bao gồm việc phục vụ tại các vị trí ở nước ngoài. Năm 1919, Curacoa trúng phải một quả mìn và bị hư hại nặng, nhưng nó vẫn sống sót và được sửa chữa. Trong những năm 1930, các lớp phụ Caroline, Cambrian và Centaur đều được tháo dỡ hoặc chuyển sang các vai trò phụ thuộc, như là những tàu huấn luyện.

## Cải biến
Vào giữa những năm 1930, người ta quyết định hiện đại hóa và tái trang bị những tàu tuần dương thuộc lớp C cho vai trò phòng không. Mục đích là nhằm cải biến toàn bộ 13 tàu tuần dương thuộc các lớp phụ sau cùng: Caledon, Ceres và Carlisle. Công việc cải biến được thực hiện vào năm 1935 và 1936 cho những chiếc HMS Coventry và HMS Curlew xem như là những chiếc kiểu mẫu.
Trước tiên Coventry và Curlew được tháo dỡ toàn bộ vũ khí hiện có. Chúng được thay thế bằng 10 khẩu đội 102 mm (4 inch) góc cao (HA) trên các tháp pháo nòng đơn và hai khẩu đội 2 pounder "pom-pom" tám nòng. Các bộ điều khiển hỏa lực trước đó được tháo dỡ và được thay thế bằng hai hệ thống hiện đại phù hợp cho việc kiểm soát hỏa lực phòng không. Cấu trúc lườn tàu chỉ được cải biến giới hạn nhằm tiết kiệm chi phí, nhưng các cột ăn-ten được thay đổi. Vào năm 1938, khẩu pom-pom phía đuôi bị tháo dỡ do việc cung ứng bị thiếu hụt để được trang bị cho những tàu chiến khác; chúng được thay thế bằng hai khẩu đội súng máy Vickers 12,7 mm (0,5 inch) bốn nòng.
Công việc cải biến này được xem là thành công, và công việc cải biến tương tự cho mười một chiếc khác đã được vạch kế hoạch. Tuy nhiên, công việc này bị trì hoãn; Cairo và Calcutta chỉ được bắt đầu cải tạo vào năm 1938. Thay cho các khẩu pháo nòng đơn, chúng được trang bị các khẩu pháo góc cao nòng đôi, ngoại trừ một tháp pháo được chuyển sang kiểu pom-pom bốn nòng. Vào giữa năm 1939, Carlisle và Curacoa bắt đầu công việc tái trang bị, nhưng công việc bị hủy bỏ do việc chiến tranh nổ ra.

## Phục vụ trong Chiến tranh Thế giới thứ hai
Trong Chiến tranh thế giới thứ hai, những chiếc thuộc các lớp Caledon, Ceres và Carlisle đã tiếp tục phục vụ mặc dù đã khá cũ. Calypso đã ngăn chặn con tàu Đức Konsul Hendrik Fisser đang tháo chạy khỏi sự phong tỏa vào năm 1939. Cùng năm đó, Caradoc chặn chiếc tàu chở dầu Đức Emmy Friedrich, vốn đã bị thủy thủ đoàn tự đánh chìm. Một số chiếc đã tham gia Chiến dịch Na Uy năm 1940.
Lớp C cũng được sử dụng rộng rãi tại Địa Trung Hải; trận chiến đáng kể đầu tiên mà lớp tàu này tham dự là khi chiếc Coventry tham gia Trận chiến mũi Spartivento năm 1940. Năm 1941, Calcutta và Carlisle tham gia trận chiến mũi Matapan, trong đó một số tàu chiến Ý đã bị đánh chìm. Tàu tuần dương lớp C còn tham gia trận chiến và cuộc triệt thoái khỏi Crete, phải chịu đựng hỏa lực không kích đáng kể của Không quân Đức. Năm 1942, Carlisle tham gia trận Sirte thứ hai.
Trong những năm 1942-1943, Colombo và Caledon trải qua một đợt tái trang bị, được bổ sung pháo phòng không Bofors 40 mm và Oerlikon 20 mm cho các khẩu pháo nòng đôi. Năm 1943, Carlisle bị máy bay Đức tấn công khiến hư hại nặng, nhưng không bị đánh chìm, cho dù những hư hại này đủ để loại nó ra khỏi cuộc chiến tranh. Năm 1944, Capetown đã hỗ trợ cho cuộc đổ bộ Normandy khi bắn phá các vị trí của quân Đức.
Sáu chiếc thuộc lớp C đã bị mất trong cuộc chiến tranh: Cairo bị đánh chìm vào năm 1942 bởi tàu ngầm Ý Axum trong chiến dịch Pedestal nhằm tiếp tế cho Malta đang bị phong tỏa; Calcutta bị máy bay Đức đánh chìm trong cuộc triệt thoái khỏi đảo Crete; Calypso bị tàu ngầm Ý Bagnolini đánh chìm vào năm 1940; Coventry bị hư hại nặng bởi không kích của máy bay Đức trong khi hỗ trợ một cuộc bắn phá Tobruk vào năm 1942, buộc chiếc HMS Zulu phải đánh đắm nó; Curacoa bị chìm sau khi va chạm với tàu biển chở hành khách RMS Queen Mary vào năm 1942; và Curlew bị máy bay Đức đánh chìm ngoài khơi Narvik trong Chiến dịch Na Uy vào năm 1940.

## Những chiếc còn lại

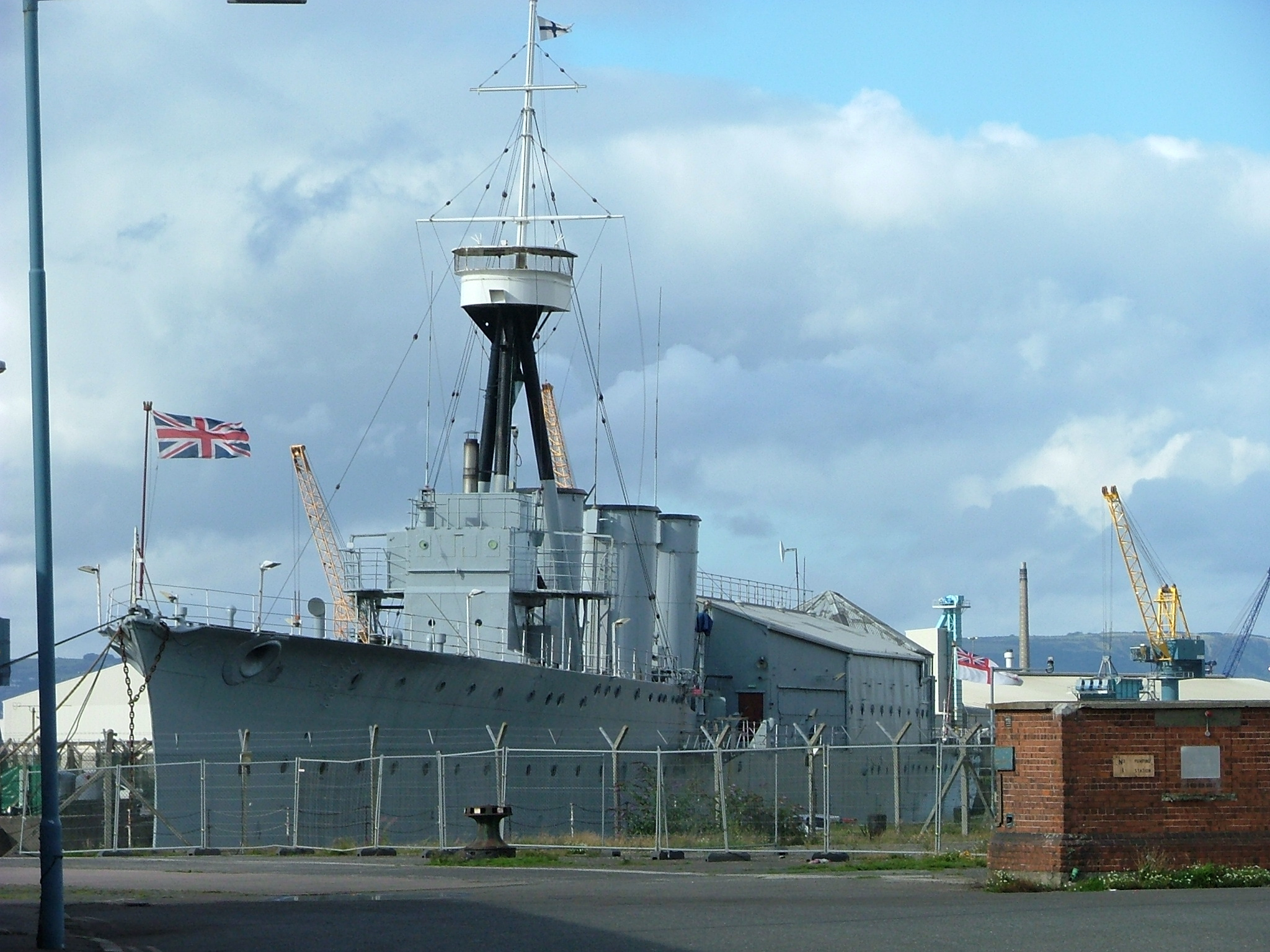
HMS Caroline như một tàu huấn luyện

HMS Caroline tiếp tục phục vụ cho đến năm 2004, hoạt động như là sở chỉ huy và là tàu huấn luyện cho Hải quân Hoàng gia Trừ bị tại Bắc Ireland, một vai trò mà nó đã bắt đầu đảm nhiệm từ năm 1924. Vũ khí trang bị của nó đã được tháo dỡ nhiều thập niên trước đây, nhưng trong mọi khía cạnh còn lại nó hầu như tương tự với con tàu đã từng chiến đấu tại Jutland vào năm 1916, và vẫn còn trong tình trạng rất tốt. Đã có kế hoạch nhằm đưa nó đến Portsmouth, nơi nó sẽ được cho neo đậu bên cạnh chiếc HMS Warrior như một tàu bảo tàng.